# Агоштінью Нету
Антоніу Агоштінью Нету (порт. António Agostinho Neto; 17 вересня 1922, Іколу-і-Бенгу, Ангола — 10 вересня 1979, Москва) — ангольський поет, державний і політичний діяч, лікар, перший президент Анголи (1975–1979 роки).

## Біографія
Нету народився у родині протестантського пастора, що частково визначило його антиколоніальну позицію, оскільки у португальських колоніях панував католицизм. Навчався у ліцеї Луанди Сан-Сальвадорі, Лісабонському університеті. Там познайомився з дружиною португалкою Марією, якій присвятив свої найкращі вірші.
На початку 1950-их років в Анголі розгорнулась боротьба за незалежність від Португалії під керівництвом створеної Нету організації МПЛА. За участь у національно-визвольному русі у 1955–1957 роках був ув'язнений. У 1958 році закінчив медичний факультет університету Коїмбри. У 1961 році знову був взятий під варту і оголошений в'язнем року. На його захист виступали Дієго Рівера, Доріс Лессінг. У 1962 році під час чергового ув'язнення вдалося втекти. До моменту здобуття незалежності його рух контролював значну частину території країни.
11 листопада 1975 року Агостінью Нету, лідер МПЛА, проголосив незалежність Народної Республіки Анголи. Ангола взяла соціалістичну орієнтацію. СРСР надав економічну й особливо воєнну допомогу, але вона виявилася малоефективною. Ситуація була складна — у країні панувала економічна розруха, оскільки всі португальські фахівці виїхали, а до країни вторглись війська Заїру й армія ПАР. В умовах наступу антиурядової організації УНІТА й армії ПАР до Луанди він звернувся за допомогою до СРСР і Куби. Врешті кубинські війська та радянська зброя зробили своє — МПЛА опанував усю територію Анголи. У подальшому Нету зіткнувся з рядом опозиційних рухів, які він один за одним жорстоко придушив з численними кривавими жертвами.
Помер Нету у Москві 10 вересня 1979 року.

## Нагороди
- Премія Лотоса
- Золота медаль Всесвітньої Ради Миру
- Міжнародна Ленінська премія «За зміцнення миру між народами»